# T Coronae Borealis
T Coronae Borealis ( T CrB ), nova je koja se ponavlja u zviježđu Sjeverne krune. Prvi put ju je, kao novu, otkrio John Birmingham 1866. godine, iako je ranije bila uočena kao zvijezda 10. magnitude.

## Svjetlosna krivulja
T CrB obično ima magnitudu od oko 10, što je blizu granice vidljivosti kod tipičnih dalekozora. Zabilježena su dva nagla porasta sjaja, dosegnuvši magnitudu 2,0 12. svibnja 1866. i magnitudu 3,0 9. veljače 1946., iako noviji rad pokazuje izbijanje iz 1866. s mogućim rasponom vrhunca od magnitude 2,5 ± 0,5. Čak i kada je na vršnoj magnitudi od 2,5, ova ponavljajuća nova je slabijeg sjaja od oko 120 zvijezda na noćnom nebu. Na engleskom se ponekad naziva eng. Blaze star – Plamena zvijezda

## Komponente sustava
T CrB je binarni sustav koji sadrži veliku hladnu komponentu i manju vruću komponentu. Hladna komponenta je crveni div koji prenosi materijal na vruću komponentu. Vruća komponenta je bijeli patuljak okružen akrecijskim diskom, sav skriven unutar gustog oblaka materijala crvenog diva. Kada je sustav u stanju mirovanja, crveni div dominira izlazom vidljive svjetlosti i sustav se pojavljuje kao M3 div. Vruća komponenta pridonosi određenoj emisiji i dominira ultraljubičastim izlazom. Tijekom izbijanja, prijenos materijala na vruću komponentu se jako povećava, vruća komponenta se širi, a luminoznost sustava raste.
Dvije komponente sustava kruže jedna oko druge svakih 228 dana. Orbita je gotovo kružna i nagnuta je pod kutom od 67°. Zvijezde su odvojene 0.54 AJ..

## Aktivnost od 2016. do danas
Dana 20. travnja 2016. web stranica Sky and Telescope izvijestila je o postojanom posvjetljivanju od veljače 2015. s magnitude 10,5 na oko 9,2. Sličan događaj zabilježen je 1938. godine, nakon čega je uslijedio još jedan ispad 1946. Do lipnja 2018. zvijezda se lagano smanjila, ali je i dalje ostala na neobično visokoj razini aktivnosti. U ožujku ili travnju 2023. smanjio se na magnitudu 12,3. Slično zatamnjenje dogodilo se u godini prije izbijanja 1945., što ukazuje da će vjerojatno eruptirati između ožujka i rujna 2024.

## Daljnje čitanje
- Wallerstein, George; Tanya Harrison; Ulisse Munari; Andrew Vanture. 11. svibnja 2008. The Metallicity and Lithium Abundances of the Recurring Novae T CrB and RS Oph. Publications of the Astronomical Society of the Pacific. 120 (867): 492–497. Bibcode:2008PASP..120..492W. doi:10.1086/587965. S2CID 106406607
- R and T Coronae Borealis: Two Stellar Opposites  Arhivirana inačica izvorne stranice od 6. travnja 2012. (Wayback Machine) at Sky & Telescope

## Vanjske poveznice
|  | Zajednički poslužitelj ima još gradiva o temi T Coronae Borealis |

- Blaze Star. daviddarling.info
- AAVSO: Quick Look View of AAVSO Observations (recentne procjene magnitude za T CrB)